# Pauligne
Pauligne ist eine französische Gemeinde mit 363 Einwohnern (Stand: 1. Januar 2022) im Département Aude in der Region Okzitanien (vor 2016 Languedoc-Roussillon). Sie gehört zum Kanton La Région Limouxine im Arrondissement Limoux. Die Einwohner werden Paulignois genannt.

## Geographie

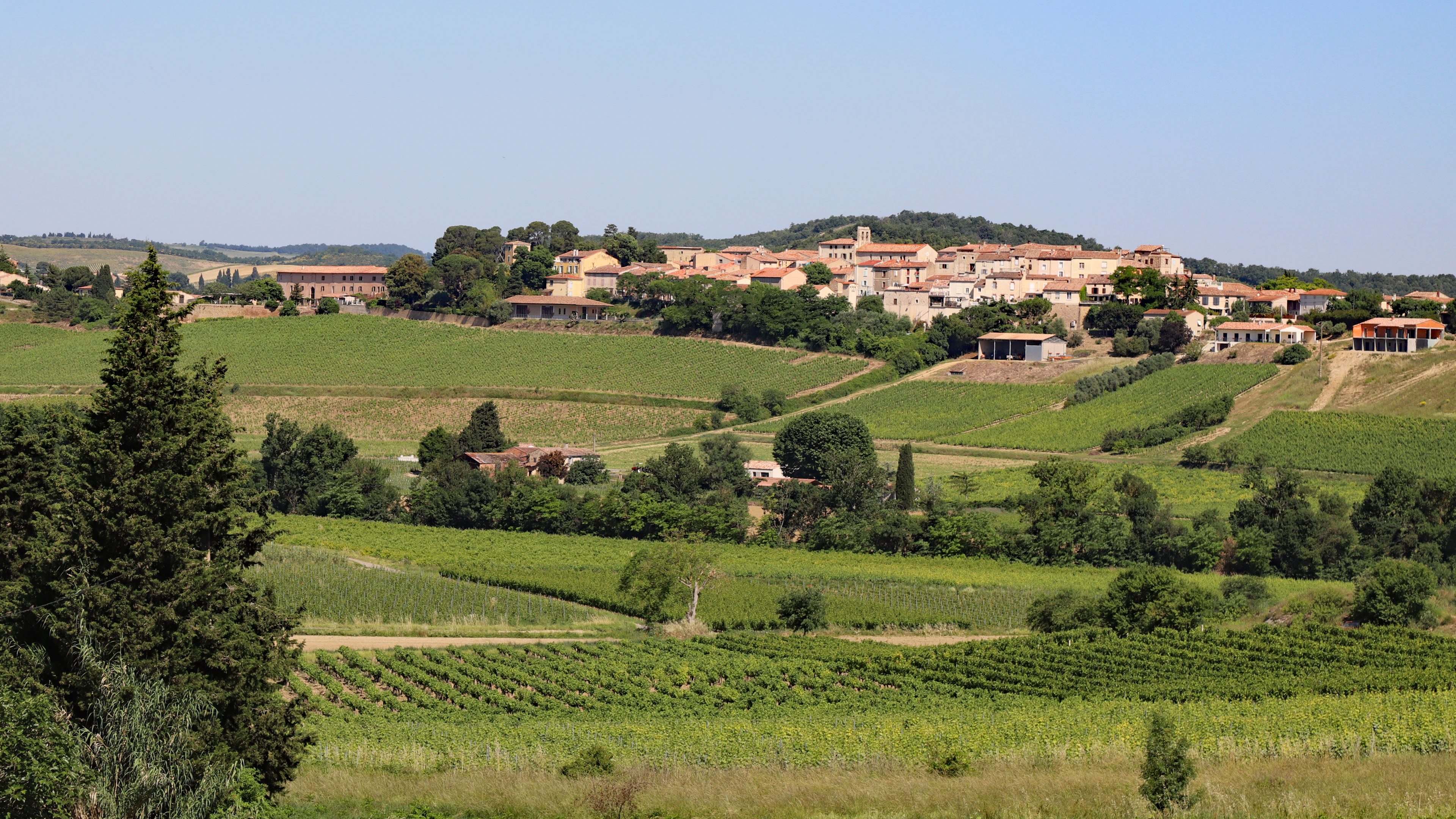
Blick auf Pauligne

Pauligne liegt etwa 25 Kilometer südwestlich von Carcassonne. An der südöstlichen Gemeindegrenze verläuft das Flüsschen Blau, das über die Sou zur Aude entwässert. Umgeben wird Pauligne von den Nachbargemeinden Routier im Nordwesten und Norden, Lauraguel im Norden und Nordosten, Gaja-et-Villedieu im Osten, Malras im Südosten und Süden, Loupia im Süden und Südwesten sowie Donazac im Westen.

## Bevölkerungsentwicklung
| Jahr                       | 1962 | 1968 | 1975 | 1982 | 1990 | 1999 | 2006 | 2019 |
| -------------------------- | ---- | ---- | ---- | ---- | ---- | ---- | ---- | ---- |
| Einwohner                  | 330  | 328  | 275  | 270  | 314  | 297  | 325  | 369  |
| Quellen: Cassini und INSEE |      |      |      |      |      |      |      |      |

## Sehenswürdigkeiten
- Kirche Saint-Étienne
- Volkssternwarte

## Persönlichkeiten
- Jean Lannes (* 1947), Mathematiker